# Roman Humenberger
Roman Humenberger (né le 26 janvier 1945 à Rohrbach) est un coureur cycliste autrichien. Actif durant les années 1960 et 1970, il a remporté le Tour d'Autriche en 1970 et Vienne-Rabenstein-Gresten-Vienne en 1967, 1971 et 1976. Il représente l'Autriche aux Jeux olympiques de 1972 et 1976, s'y classant respectivement 14e et 21e de la course sur route.

## Palmarès
- 1965
  - Kirschblütenrennen
  - 2e du championnat d'Autriche de cyclo-cross
- 1967
  - Vienne-Rabenstein-Gresten-Vienne :
    - Classement général
    - 1re étape

  - Tour du Burgenland
  - 3e du Tour de Turquie
- 1968
  - Tour du Burgenland
- 1969
  - 2e du Tour du Burgenland
- 1970
  - 5e étape du Tour d'Autriche
  - 1re et 3e étapes du Cinturón a Mallorca
  - 2e du championnat d'Autriche sur route
  - 3e du Tour du Burgenland
- 1971
  - 3e étape du Circuit des mines[1]
  - Tour d'Autriche :
    - Classement général
    - 1re étape

  - Vienne-Rabenstein-Gresten-Vienne :
    - Classement général
    - 1re étape
- 1975
  - 3e étape secteur a et 5e étape du Tour de Rhénanie-Palatinat
  - 3e du Tour d'Autriche
- 1976
  - Vienne-Rabenstein-Gresten-Vienne
  - 3e du Tour d'Autriche
  - 3e du championnat d'Autriche sur route